# Kut (Armenia)
Kut (in armeno Կութ?, in passato Zarkend, fino al 1935 Zarzibil) è un comune dell'Armenia di 192 abitanti (2009) della provincia di Gegharkunik, fondata nel 1801.